# Marienkapelle (Sinkingen)

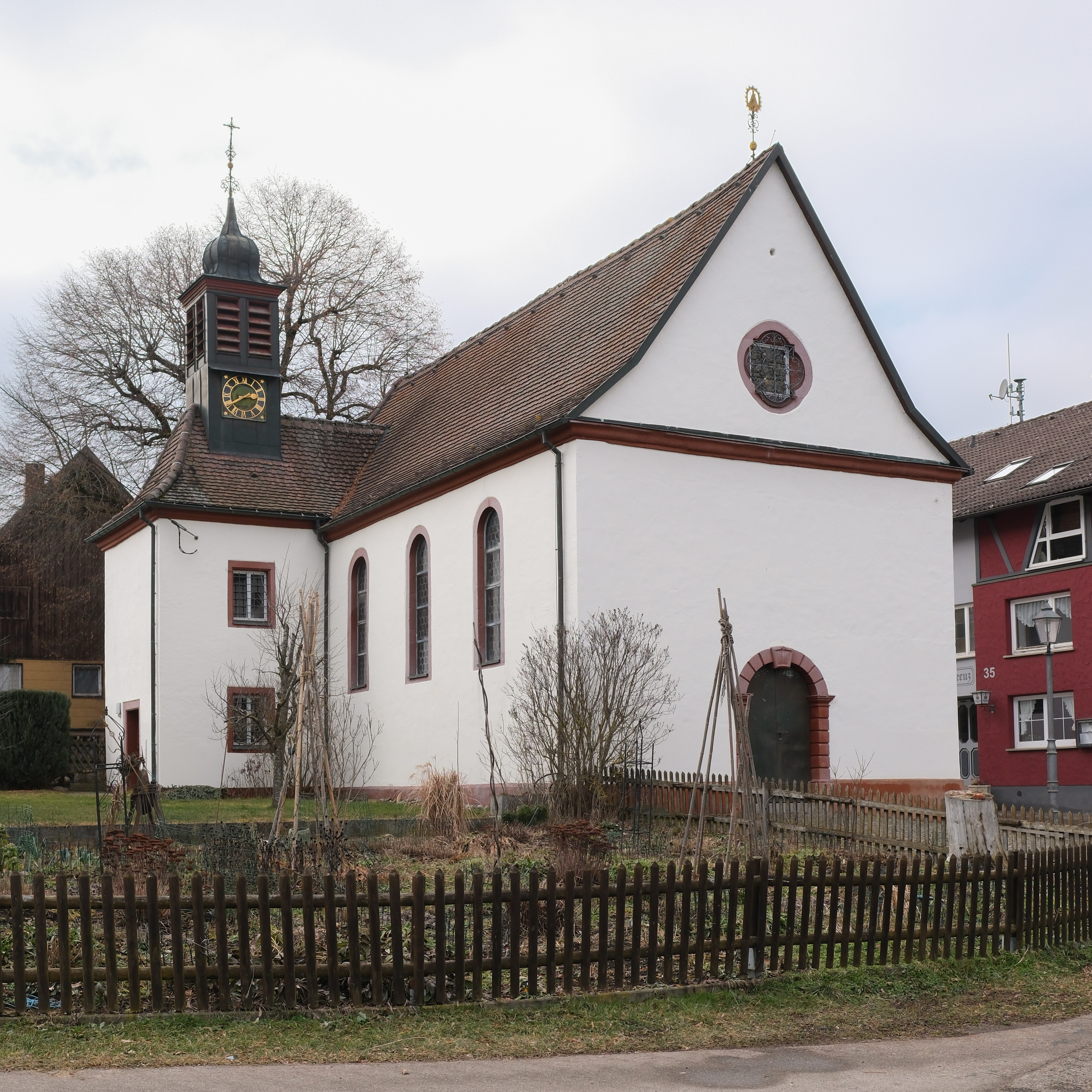
Marienkapelle in Sinkingen

Die römisch-katholische Marienkapelle steht im Teilort Fischbach-Sinkingen von Niedereschach, einer Gemeinde im Schwarzwald-Baar-Kreis in Baden-Württemberg. Die Kapelle gehört zum Erzbistum Freiburg. Das Bauwerk ist beim Landesamt für Denkmalpflege Baden-Württemberg als Baudenkmal eingetragen.

## Beschreibung
Die kleine Saalkirche wurde Anfang des 17. Jahrhunderts errichtet. Sie besteht aus einem Langhaus und einem eingezogenen Chor im Westen, an den ein südlicher Querarm angebaut wurde, aus dessen Walmdach sich ein quadratischer Dachreiter erhebt, der die Turmuhr und den Glockenstuhl beherbergt, und der mit einer Zwiebelhaube bedeckt ist.
Zur Kirchenausstattung gehört ein Hochaltar, der 1669 vom Kloster St. Blasien gestiftet wurde. Im Zentrum steht eine Nachbildung der Schwarzen Madonna von Einsiedeln.